# Otto Dix
Pour les articles homonymes, voir Dix (homonymie).
Otto Dix [ˈɔto ˈdɪks] (Untermhaus, près de Gera, 2 décembre 1891 – Singen, 25 juillet 1969) est un peintre et graveur allemand associé aux mouvements de l'expressionnisme et la nouvelle objectivité, dont il est un des fondateurs.

## Biographie
Otto Dix est issu d'un milieu ouvrier (son père, Franz Dix, travaillait dans une mine de fer), mais reçoit une éducation artistique par sa mère, Pauline Louise Dix, qui s'intéressait à la musique et à la peinture. Après avoir suivi les cours du professeur de dessin Ernst Schunke pendant sa jeunesse, Otto Dix prend des cours à Gera de 1905 à 1909 auprès de Carl Senff, qui doute de l'avenir de son élève en tant que peintre.
Une bourse d'études fournie par le prince de Reuss lui permet d'entrer à l'École des arts appliqués de Dresde, où il étudie entre 1909 et 1914. Johann Nikolaus Türk (de) et Richard Guhr figurent parmi ses professeurs. Dix s'essayera au cubisme, au futurisme et plus tard au dadaïsme.
Quand la guerre éclate, il est appelé sous les drapeaux lors de la mobilisation générale et est envoyé dans un camp d'entraînement. Son entraînement dura « étonnamment longtemps » — ce qui lui permet de poursuivre ses activités artistiques —, Otto Dix n'est envoyé sur le front à l'automne 1915 que parce qu'il se porte volontaire. L'année suivante, il reçoit une formation de mitrailleur et participe à de nombreuses campagnes en Champagne, dans la Somme ou en Russie dont il sortira vivant, malgré plusieurs blessures. Il a alors en tête des images d'horreur qu'il essaie d'oublier en peignant, comme en témoigne Les Joueurs de skat en 1920.
Son œuvre la plus aboutie témoignant des expériences traumatisantes vécues lors de la guerre est le portefeuille de cinquante eaux-fortes, Der Krieg,, publié en 1924. Il parlera ainsi de cette expérience :

« Le fait est que, étant jeune, on ne se rend absolument pas compte que l'on est, malgré tout, profondément marqué. Car pendant des années, pendant 10 ans au moins, j'ai rêvé que je devais ramper à travers des maisons en ruines (sérieusement), à travers des couloirs, où je pouvais à peine passer. Les ruines étaient toujours présentes dans mes rêves… »

De 1919 à 1922, il étudie également à Düsseldorf, avant d'adhérer au mouvement réaliste et satirique Neue Sachlichkeit (Nouvelle objectivité). Il enseigne ensuite les beaux-arts à Dresde à partir de 1927.
En 1923, il épouse Martha Lindner dont il réalisera plus de 70 portraits au cours de leur vie commune. Ensemble, ils auront trois enfants : Nelly (de) (1923-1955), Ursus (1927–2002) et Jan (1928–2019).
En juin-juillet 1929, il prend part à l'Exposition des peintres-graveurs allemands contemporains organisée à Paris à la Bibliothèque nationale et y présente les eaux-fortes Artistes, Portrait de l'artiste et Portrait d'homme et la lithographie Portrait de femme.

### Sous le régime nazi
Après la prise du pouvoir par les nazis en 1933, Otto Dix, alors enseignant à l'université, est l'un des premiers professeurs d'art à être renvoyé, persécuté parce qu'il est considéré comme « bolchévique de la culture » par les nationaux-socialistes. La même année, menacé de prison et de camp d'internement, il commence une « émigration intérieure » dans le sud-ouest de l'Allemagne (à Randegg (de) en 1933, puis à Hemmenhofen en 1936), près du lac de Constance, où son épouse Martha a fait construire une maison et un atelier, et où il se met à peindre des paysages.
En 1937, ses œuvres sont déclarées « dégénérées » par les nazis. Quelque 170 d'entre elles sont retirées des musées et une partie est brûlée ; d'autres sont exposées lors de l'exposition nazie « Art dégénéré » (Entartete Kunst). À titre d'exemple, il peint la toile intitulée La Tranchée en 1923 ; déclarée « art dégénéré », elle a probablement été détruite par les nazis. Il compose également son triptyque La Guerre entre 1928 et 1931. Le but de cette œuvre n'est pas de provoquer angoisse ou panique, mais de « simplement transmettre la connaissance du caractère redoutable de la guerre, pour éveiller les forces destinées à la détourner ». Ce triptyque, vu comme une prolongation du tableau précédent, est présenté une seule fois dans une exposition à Berlin en 1938 ; il est ensuite interdit par les autorités nazies.
En 1938, Otto Dix est arrêté et enfermé pendant deux semaines par la Gestapo. Durant ces temps difficiles, il peint une représentation de saint Christophe dans le style des grands maîtres à la demande de la brasserie de Köstritz.
Il participe par obligation à la Seconde Guerre mondiale, il a été recruté par le Volkssturm. Il sert sur le front occidental en 1944-1945 et fait prisonnier de guerre en Alsace par les Français.

### De l'après-guerre jusqu'à sa mort

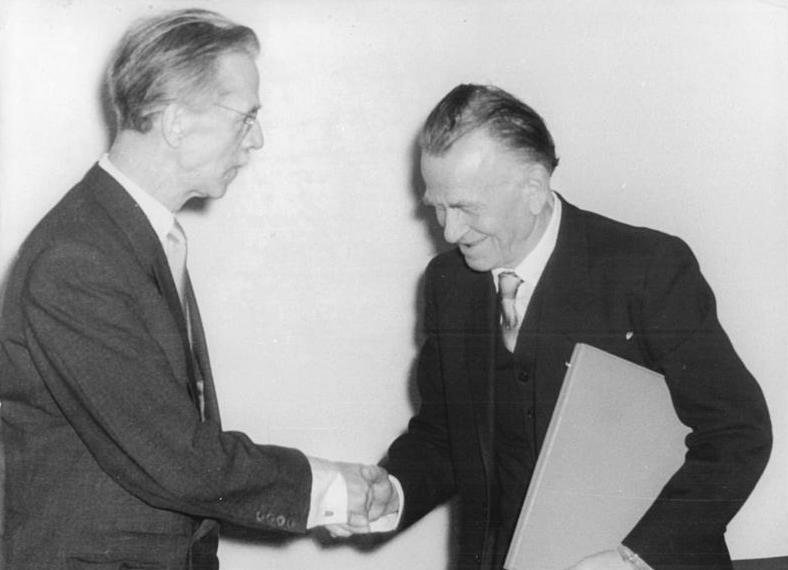
Otto Nagel félicite Otto Dix lors de sa nomination comme membre correspondant à l'Académie des arts de la RDA (1957).

À la fin de la guerre et jusqu'à sa mort, Dix s'éloigne des nouveaux courants artistiques allemands. Il ne s'identifie ni au réalisme social en vogue dans la République démocratique allemande, ni à l'art d'après-guerre dans la République fédérale d'Allemagne. Il reçoit pourtant de hautes distinctions et des titres honorifiques de ces deux États.
- 1959 : commandeur de l'ordre du Mérite de la République fédérale d'Allemagne (Großes Bundesverdienstkreuz) ;
- 1966 : prix Lichtwark (Lichtwark-Preis) à Hambourg ;
- 1966 : prix Martin-Andersen-Nexø (Martin-Andersen-Nexö-Preis) à Dresde ;
- 1968 : prix Rembrandt (Rembrandt-Preis) à Salzbourg.

Il est membre de l'Académie des arts de Berlin de 1955 à 1969 et membre correspondant de l'Académie des arts de la RDA de 1956 à 1969.
Otto Dix meurt le 25 juillet 1969, à Singen, près de Constance, des suites d'un infarctus. Sa tombe se trouve au cimetière de Hemmenhofen.
En 2013, des œuvres de Dix ont été découvertes parmi les œuvres d'art détenues par Cornelius Gurlitt, le fils du marchand d'art d'Hitler, Hildebrand Gurlitt. La petite-fille de Dix a critiqué la réticence de l'Allemagne à publier les œuvres d'art afin que les familles spoliées puissent les retrouver.

## Œuvres choisies
- 1914 : Selbstbildnis mit Artillerie-Helm au dos de Selbstbildnis als Soldat (Autoportrait en soldat), Kunstmuseum Stuttgart
- 1914 : Artillerie, Kunstmuseum (Düsseldorf)[10]
- 1914 : Autoportrait avec œillet, huile sur carton (74 × 49 cm), Detroit Institute of Arts[11]
- 1915 : Autoportrait en Mars (Selbstbildnis als Mars), Haus der Heimat (Freital)[12]
- 1915 : Guerrier mourant, huile sur carton (68 × 54 cm), Haus der Heimat (Freital)[11]
- 1919 : La Femme de la lune, Neue Nationalgalerie (Berlin)[13]
- 1920 : Prager Straße (Rue de Prague), Kunstmuseum Stuttgart
- 1920 : Die Skatspieler ou Kartenspielende Kriegskrüppel (Les Joueurs de skat), huile et collage (110 × 87 cm), Neue Nationalgalerie (Berlin)[11]
- 1920 : Streichholzhändler I, Staatliche Museen Preussischer Kulturbesitz (Berlin)
- 1920 : Souvenir de la galerie des glaces à Bruxelles, Centre Pompidou (Paris)[14]
- 1921 : Bildnis der Eltern, Kunstmuseum (Basel)
- 1921 : Bildnis des Dr. Hans Koch, Museum Ludwig (Cologne)
- 1921-1922 : L'Ouvrier 1922 – An die Schönheit, Von der Heydt Museum (Wuppertal)
- 1922 : Vorstadtszene, Museum Ludwig (Cologne)
- 1922 : Le Port oriental, collection privée, exposée à Strasbourg, foire d'art contemporain en janvier 1977
- 1923 : Bildnis Karl Krall, Von der Heydt Museum (Wuppertal)
- 1923 : Bildnis Frau Martha Dix I, Kunstmuseum Stuttgart
- 1923 : Mädchen mit rosa Bluse, Museum Ludwig (Cologne)
- 1923 : Bildnis Frau Dr. Koch, Museum Ludwig (Cologne)
- 1923 : Schützengraben, tableau disparu
- 1924 : Der Krieg (série de cinquante eaux-fortes), notamment à la Kunsthalle de Hambourg (au Kupferstichkabinett) et à l'Historial de la Grande Guerre[15] à Péronne (Somme).
- 1924 : Die Eltern des Künstlers II, Sprengel-Museum (Hanovre)
- 1924 : Portrait de Johanna Ey, Kunstmuseum (Düsseldorf)[10]
- 1924 : Nelly dans les fleurs, musée Folkwang (Essen)[16]
- 1924 : Les Parents de l’artiste, musée Sprengel (Hanovre)[17]
- 1925 : Bildnis der Tänzerin Anita Berber, Kunstmuseum Stuttgart
- 1925 : Trois prostituées dans la rue,	collection privée (Hambourg)[11]
- 1926 : Portrait de la journaliste Sylvia von Harden (Porträt der Journalistin Sylvia von Harden), Centre Pompidou (Paris)[18]
- 1926 : Le Marchand d’art Alfred Flechteim (Der Kunsthändler Alfred Flechtheim), Neue Nationalgalerie (Berlin)[13]
- 1926 : Der Streichholzhändler II, Kunsthalle de Mannheim
- 1926 : Autoportrait au chevalet, Museum Leopold Hoesch (Düren)[19]
- 1927 : Bildnis des Dichters Theodor Däubler, Museum Ludwig (Cologne)
- 1928 : Triptychon Großstadt (Triptyque de La Grande Ville), Staatsgalerie (Stuttgart)
- 1928 : Portrait de madame Martha Dix, musée Folkwang (Essen)[16]
- 1929-1932 : Triptyque de La Guerre (Triptychon Der Krieg), technique mixte sur bois (panneau central 204 × 204 cm), Galerie Neue Meister (Dresde)[11]
- 1931 : Selbstbildnis, Museum Ludwig (Cologne)
- 1933 : Les Sept Péchés capitaux (Die sieben Todsünden), Staatliche Kunsthalle Karlsruhe
- 1933 : Die Tänzerin Tamara Danischewski, Kunstmuseum Stuttgart
- 1934 : Der Triumph des Todes, Kunstmuseum Stuttgart
- 1935 : Waldrand mit Buche, galerie Michael-Haas (Berlin)
- 1935 : Mère et Eva, musée Folkwang (Essen)[16]
- 1936 : Flandres (Flandern), Neue Nationalgalerie (Berlin)[13]
- 1939 : Der heilige Christophorus, Otto-Dix-Haus (Gera)
- 1939 : Paysage du Bodensee avec arc-en-ciel, tempera sur bois (66 × 85 cm), Zeppelin-Museum (Friedrichshafen)[20]
- 1945 : Saül et David
- 1946 : Crucifixion
- 1947 : Selbst als Kriegsgefangener, Kunstmuseum Stuttgart

## Expositions
- 1992 : « Otto Dix: The Dresden Collection of Works on Paper », Scottish National Gallery of Modern Art, Édimbourg.
- 1992 : Tate Gallery, Londres (du 11 mars au 17 mai), catalogue par Keith Hartley, 256 p., 132 ill.
- 2013 : maison de la culture de Namur[21], en collaboration avec le musée Félicien-Rops qui présente les œuvres de George Grosz (du 21 septembre 2013 au 5 janvier 2014)[22].
- 2016-2017 : « Otto Dix. Le Retable d'Issenheim », musée Unterlinden, Colmar, 8 octobre 2016 au 30 janvier 2017.
- 17 mai au 25 août 2019 : "Egger-Lienz und Otto Dix : Bilderwelten swischen den Kriegen", Tiroler Landesmuseum, Innsbruck[23]

## Cote de l'artiste
Une peinture datée de 1939, intitulée Weite Ebene (Weile hinter Bohlingen) (67 × 85 cm) a été vendue pour 151 000 € à Cologne.

#### Monographies
- (de) Florian Karsch, Otto Dix. Das graphische Werk, Hanovre, 1970.
- (de) Eva Karcher, Otto Dix, 1891-1969. Leben und Werk, Cologne, 1988.
- Eva Karscher, Otto Dix (1891-1969) « Je deviendrai célèbre ou je serai honni », Cologne, Taschen, 1992 (rééd.), 216 p.
- (de) Fritz Löffler, Otto Dix. Leben und Werk, Dresde, 1977.
- (de) Fritz Löffler, Otto Dix 1891-1969, Œuvre der Gemälde, Recklinghausen, 1981.
- (de) Fritz Löffler, Otto Dix. Bilder zur Bibel, Berlin, Union Verlag, 1986.
- (de) Ulrike Lorenz, Otto Dix. Das Werkverzeichnis der Zeichnungen und Pastelle, Weimar.
- (de) Ulrike Lorenz, Dix avant Dix. Das Jugend- und Frühwerk 1909-1914, Iéna, Glaux, 2000.
- (de) Suse Pfäffle, Otto Dix. Werkverzeichnis der Aquarelle und Gouachen, Stuttgart, 1991.
- Serge Sabarsky (trad. Denis-Armand Canal), Otto Dix, Paris, Herscher, 1992, 263 p.
- (de) Diether Schmidt, Otto Dix im Selbstbildnis, Berlin, 1981.
- (de) Dietrich Schubert, Otto Dix. Der Krieg. 50 Radierungen von 1924, Marburg, Jonas Verlag, 2002.
- (de) Birgit Schwarz, Großstadt, Francfort, 1993.

#### Catalogues d'exposition
- (fr) Otto Dix. Dessins d'une guerre à l'autre, catalogue d'exposition au Centre Georges-Pompidou, Paris, Gallimard, 2003, 157 p.  (ISBN 2844261671).
- (fr) Otto Dix, Metropolis, catalogue d'exposition Fondation Maeght, Saint-Paul-de-Vence
- (fr) Fauves et expressionnistes : de Van Dongen à Otto Dix, Hazan, Paris ; musée Marmottan-Monet, 2009  (ISBN 978-2-7541-0415-9), catalogue de l'exposition organisée autour des tableaux de la collection du musée Von der Heydt, Wuppertal (Allemagne).
- (fr) Otto Dix et le retable d'Issenheim, Hazan, 2016, 264 p.  (ISBN 978-2754109581), catalogue d'exposition au musée Unterlinden de Colmar
- (de) Catalogue d'exposition, Galerie der Stadt Stuttgart, Nationalgalerie, Berlin, 1991

#### Autres documents
- Otto Dix (trad. Catherine Teissier), Otto Dix. Lettres et dessins, Cabris, France, Éditions Sulliver, 2010, 288 p. (ISBN 978-2-35122-067-2).

### Filmographie
- Otto Dix: The Painter Is the Eyes of the World, film documentaire allemand réalisé par Reiner Moritz et sorti en 1989

#### Bases et dictionnaires
- (de + en) Site officiel
- Ressources relatives aux beaux-arts :   - Académie des arts de Berlin
  - AGORHA
  - Art Institute of Chicago
  - Art UK
  - Artists of the World Online
  - Auckland Art Gallery
  - Bénézit
  - Bridgeman Art Library
  - British Museum
  - Collection de peintures de l'État de Bavière
  - Delarge
  - Galerie berlinoise
  - Grove Art Online
  - Kunstindeks Danmark
  - Musée d'art Nelson-Atkins
  - Musée d'Orsay
  - Musée des beaux-arts du Canada
  - Musée Städel
  - Musée Thyssen-Bornemisza
  - Museum of Modern Art
  - MutualArt
  - National Gallery of Art
  - RKDartists
  - Tate
  - Te Papa Tongarewa
  - Union List of Artist Names
- Ressource relative au spectacle :   - Les Archives du spectacle
- Ressource relative à l'audiovisuel :   - Filmportal
- Ressource relative à la musique :   - Discogs
- Notices dans des dictionnaires ou encyclopédies généralistes :   - 1914-1918-Online
  - Britannica
  - Brockhaus
  - Den Store Danske Encyklopædi
  - Deutsche Biographie
  - Enciclopedia De Agostini
  - Enciclopédia Itaú Cultural
  - Gran Enciclopèdia Catalana
  - Hrvatska Enciklopedija
  - Internetowa encyklopedia PWN
  - Nationalencyklopedin
  - Munzinger
  - Proleksis enciklopedija
  - Store norske leksikon
  - Treccani
  - Universalis
- Notices d'autorité :   - VIAF
  - ISNI
  - BnF (données)
  - IdRef
  - LCCN
  - GND
  - Italie
  - Japon
  - CiNii
  - Espagne
  - Belgique
  - Pays-Bas
  - Pologne
  - Israël
  - NUKAT
  - Catalogne
  - Suède
  - Vatican
  - WorldCat

#### Autres
- (fr) Otto Dix, biographie sur insecula.com
- (de) Notice sur Dix au Kunstmuseum de Stuttgart
- (en + fr) The Otto Dix Gallery
- (fr) La Représentation du soldat pendant la Grande Guerre au CRDP d'Amiens
- (fr) Biographie d'Otto Dix sur moreeuw.com
- (de) « Otto Dix » dans la base de données Filmportal.de